# Подёнка обыкновенная

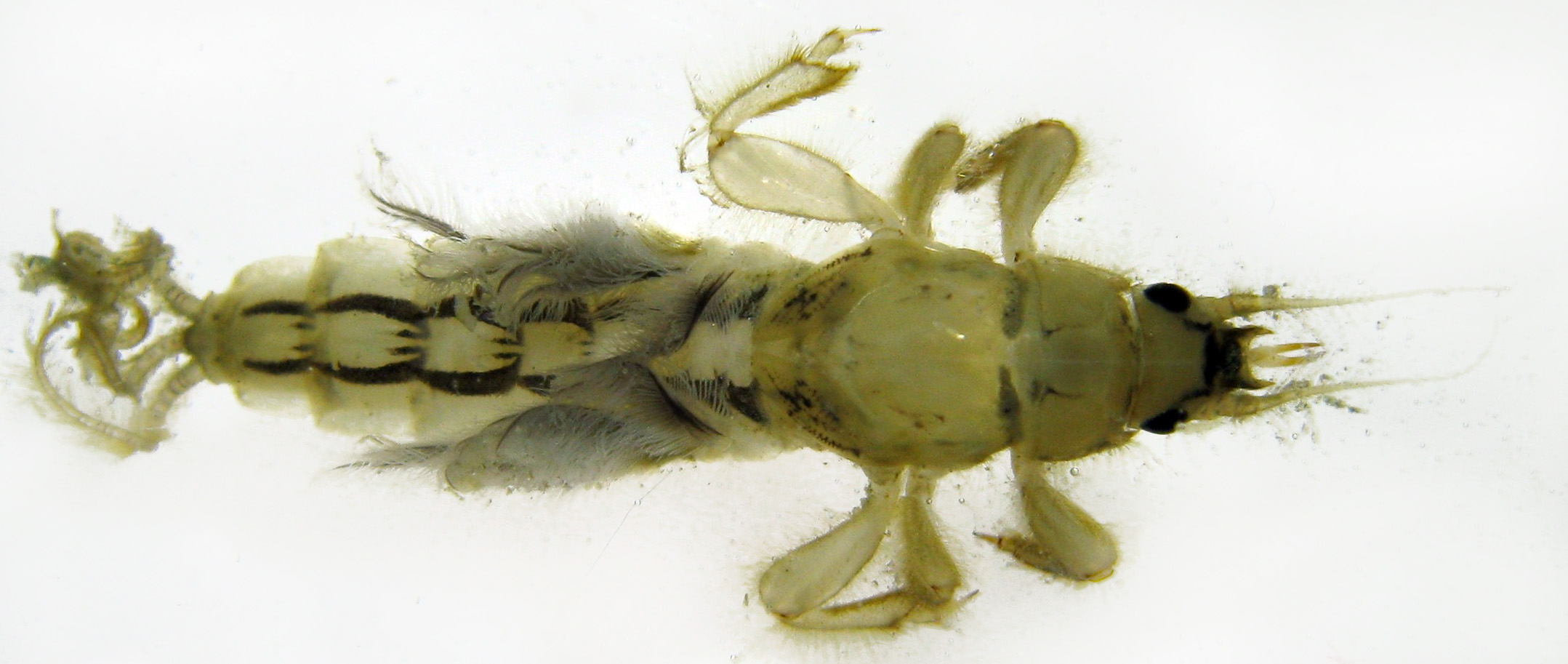
Нимфа

Подёнка обыкновенная (лат. Ephemera vulgata) — вид насекомых из семейства настоящих подёнок (Ephemeridae). Размножается в стационарной воде в медленных реках и в прудах, нимфы развиваются в иле.

## Внешний вид и строение
Длина тела имаго 15—22 мм, окраска тёмная.
Подёнка обыкновенная отличается от довольно схожего родственного вида Ephemera danica более тусклой окраской и немного меньшим размером. Крылья имеют более выраженное жилкование, а на верхней стороне брюшка на каждом сегменте есть пары темных боковых отметин.

## Распространение и среда обитания
Подёнка обыкновенная встречается в большинстве стран Европы. Она в основном размножается в медленно текущих реках и спокойных водоёмах, таких как пруды. Этот вид находится в упадке, вероятно, из-за загрязнения водоёмов пестицидами и тяжелыми металлами, а также из-за того, что взрослые насекомые дезориентированы световым загрязнением.

## Биология
Нимфы подёнки обыкновенной обитают в донных отложениях на дне прудов. Большинство роющих нимф подёнок используют жабры на брюшной полости, чтобы создать поток воды через их норы, таким образом обеспечивая достаточное количество кислорода для поглощения через трахеи в их коже. Подвижные, нитевидные жабры E. vulgata, по-видимому, действуют как вторичные дыхательные поверхности, и их присутствие необходимо для нимфы в среде с низким содержанием кислорода, в которой она живет. Напротив, нимфы родов Baetis и Cloeon, лишённые жабр, поддерживают нормальное поглощение кислорода даже в средах с низким его содержанием.
Отложения, в которых живут нимфы, богаты органическим материалом, а в загрязненной среде могут накапливаться тяжелые металлы. Нимфы аккумулируют токсичные металлы: кадмий, медь, свинец и цинк.
Самцы исполняют «брачный танец» над сушей — над открытыми площадками или одиночными деревьями или на подветренной стороне деревьев в ветреную погоду. Роение происходит в период с июня по август, утром и вечером, а также в другое время дня, под влиянием температуры и уровня облачности. В промежутках между роением самцы отдыхают в зарослях растительности. Самки попадают в рой и оплодотворяются самцами. Самка откладывает яйца, погружая брюшко в воду. Эта подёнка обычно имеет двухлетний жизненный цикл (также были зарегистрированы одногодичные и трехлетние циклы), со стадией нимфы, которая длится большую часть этого периода, а взрослые находятся на крыле короткое время летом.